# 苏甘大戟
苏甘大戟（学名：Euphorbia schuganica）为大戟科大戟属下的一个种。

## 扩展阅读
維基物種上的相關：苏甘大戟